# Brazilië op de Olympische Zomerspelen 1996
Brazilië nam deel aan de Olympische Zomerspelen 1996 in Atlanta, Verenigde Staten. Er werden vijftien medailles gewonnen waaronder drie keer goud. Het waren hun meest succesvolle spelen tot dan toe.

## Medailleoverzicht
| Sport        | Olympiër | Onderdeel               | Medaille |
| ------------ | --- | ----------------------- | -------- |
| Volleybal    | Sandra Pires Jackie Silva | beach (v)               | Goud     |
| Zeilen       | Robert Scheidt | laser                   | Goud     |
| Zeilen       | Marcelo Ferreira Torben Grael | star                    | Goud     |
| Basketbal    | Maria Angelica Janeth Arcain Roseli Gustavo Silvinha Hortência Marcari Oliva Alessandra Oliveira Claudia Maria Pastor Adriana Santos Cintia Santos Maria Paula Silva Leila Sobral Marta de Souza Sobral                                                       | vrouwen                 | Zilver   |
| Volleybal    | Mônica Rodrigues Adriana Samuel | beach (v)               | Zilver   |
| Zwemmen      | Gustavo Borges | 200m vrije slag (m)     | Zilver   |
| Atletiek     | Robson da Silva Édson Ribeiro André da Silva Arnaldo da Silva | 4x100m (m)              | Brons    |
| Judo         | Henrique Guimarães | -65kg (m)               | Brons    |
| Judo         | Aurélio Miguel | -95kg (m)               | Brons    |
| Paardensport | Luiz Felipe de Azevedo André Johannpeter Alvaro Miranda Neto Rodrigo Pessoa | springconcours team (m) | Brons    |
| Voetbal      | Aldair Santos do Nascimento Amaral Bebeto Danrlei André Luiz Flavio Conceição Juninho Paulista Luizão Marcelinho Paulista Narciso Rivaldo Roberto Carlos Ronaldo Guiaro Ronaldo Sávio Bortolini Pimentel Nélson de Jesús Silva Ze Elias José Marcelo Ferreira | mannen                  | Brons    |
| Volleybal    | Ana Ida Alvares Leila Barros Ericleia Bodziak Hilma Caldeira Ana Paula Connelly Marcia Fu Cunha Virna Dias Ana Moser Ana Flavia Sanglard Hélia Souza Sandra Suruagy Fernanda Venturini                                                                        | zaal (v)                | Brons    |
| Zeilen       | Lars Grael Kiko Pellicano | tornado                 | Brons    |
| Zwemmen      | Fernando Scherer | 50m vrije slag (m)      | Brons    |
| Zwemmen      | Gustavo Borges | 100m vrije slag (m)     | Brons    |

## Deelnemers en resultaten

### Atletiek
| Olympiër                                                                | Discipline             | Resultaat | Prestatie                                                            |
| ----------------------------------------------------------------------- | ---------------------- | --------- | -------------------------------------------------------------------- |
| André da Silva                                                          | 100m (m)               | 19e       | serie 9: 1e in 10,25 kwartfinale 5: 4e in 10,26                      |
| Arnaldo da Silva                                                        | 100m (m)               | 69e       | serie 8: 7e in 10,62                                                 |
| Edson Ribeiro                                                           | 100m (m)               | 42e       | serie 4: 5e in 10,39                                                 |
| Claudinei da Silva                                                      | 200m (m)               | DNF       | serie 6: 3e in 20,80 kwartfinale 4: niet gefinisht                   |
| Robson Da Silva                                                         | 200m (m)               | 24e       | serie 8: 2e in 20,61 kwartfinale 2: 4e in 20,65                      |
| Edson Ribeiro                                                           | 200m (m)               | 20e       | serie 5: 2e in 20,69 kwartfinale 5: 5e in 20,60                      |
| Valdinei da Silva                                                       | 400m (m)               | 39e       | serie 4: 5e in 46,61                                                 |
| Osmar dos Santos                                                        | 400m (m)               | 33e       | serie 7: 5e in 46,16                                                 |
| Sanderlei Parrela                                                       | 400m (m)               | 23e       | serie 2: 2e in 45,60 kwartfinale 2: 7e in 45,72                      |
| José Luiz Barbosa                                                       | 800m (m)               | 19e       | serie 1: 3e in 1.46,58                                               |
| Flavio Godoy                                                            | 800m (m)               | 30e       | serie 2: 6e in 1.48,91                                               |
| Joaquim Cruz                                                            | 1500m (m)              | 35e       | serie 2: 8e in 3.45,32                                               |
| Edgar de Oliveira                                                       | 1500m (m)              | 27e       | serie 1: 7e in 3.40,70                                               |
| Adalberto García                                                        | 5000m (m)              | 31e       | serie 2: 12e in 14.28,64                                             |
| Ronaldo da Costa                                                        | 10000m (m)             | 35e       | serie 1: 16e in 29.56,58                                             |
| Pedro Chiamulera                                                        | 110m horden (m)        | 27e       | serie 6: 4e in 13,70 kwartfinale 1: 6e in 13,77                      |
| Walmes de Souza                                                         | 110m horden (m)        | 29e       | serie 5: 2e in 13,82 kwartfinale 4: 7e in 14,12                      |
| Emerson Perin                                                           | 110m horden (m)        | 31e       | serie 3: 5e in 13,76                                                 |
| Eronilde de Araujo                                                      | 400m horden (m)        | 8e        | serie 1: 1e in 48,52 halve finale 1: 4e in 48,45 finale: 8e in 48,78 |
| Cleverson Silva                                                         | 400m horden (m)        | 48e       | serie 6: 6e in 51,23                                                 |
| Everson Teixeira                                                        | 400m horden (m)        | 7e        | serie 7: 2e in 48,52 halve finale 2: 2e in 48,28 finale: 7e in 48,57 |
| Clodoaldo do Carmo                                                      | 3000m steeplechase (m) | 34e       | serie 2: 12e in 8.51,78                                              |
| André da Silva Arnaldo da Silva Robson da Silva Édson Ribeiro           | 4x100m (m)             | Brons     | serie 1: 2e in 38,97 halve finale 1: 2e in 38,42 finale: 3e in 38,41 |
| Valdinei da Silva Eronilde de Araujo Sanderlei Parrela Everson Teixeira | 4x400m (m)             | 11e       | serie 1: 3e in 3.02,51 halve finale 1: 6e in 3.03,43                 |
| Vanderlei de Lima                                                       | marathon (m)           | 47e       | 2:21.01                                                              |
| Diamantino dos Santos                                                   | marathon (m)           | 73e       | 2:26.53                                                              |
| Luiz Antonio dos Santos                                                 | marathon (m)           | 10e       | 2:15.55                                                              |
| Claudio Bertolino                                                       | 20km snelwandelen (m)  | 49e       | 1.31,04                                                              |
| Sérgio Galdino                                                          | 20km snelwandelen (m)  | 26e       | 1:25.14                                                              |
| Marcio da Cruz                                                          | verspringen (m)        | 42e       | kwalificatie groep A: 22e met 7,12m                                  |
| Douglas de Souza                                                        | verspringen (m)        | 33e       | kwalificatie groep B: 18e met 7,61m                                  |
| Nelson Ferreira                                                         | verspringen (m)        | 27e       | kwalificatie groep A: 14e met 7,76m                                  |
| Messias José Baptista                                                   | hink-stap-springen (m) | 22e       | kwalificatie groep B: 12e met 16,45m                                 |
| Anísio Silva                                                            | hink-stap-springen (m) | 18e       | kwalificatie groep A: 9e met 16,67m                                  |
|                                                                         |                        |           |                                                                      |
| Cleide Amaral                                                           | 100m (v)               | 41e       | serie 2: 6e in 11,76                                                 |
| Maria Magnolia Figueiredo                                               | 400m (v)               | 22e       | serie 5: 4e in 52,71 kwartfinale 2: 5e in 51,98                      |
| Luciana Mendes                                                          | 800m (v)               | 17e       | serie 1: 3e in 2.00,25                                               |
| Roseli Machado                                                          | 5000m (v)              | 17e       | serie 1: 9e in 15.41,65                                              |
| Carmem de Oliveira                                                      | marathon (v)           | DNF       | niet gefinisht                                                       |
| Solange de Souza                                                        | marathon (v)           | 60e       | 2:56.23                                                              |
| Márcia Narloch                                                          | marathon (v)           | 39e       | 2:39.33                                                              |
| Maria Aparecida de Souza                                                | hink-stap-springen (v) | 22e       | kwalificatie groep B: 9e met 13,38m                                  |
| Elisângela Adriano                                                      | kogelstoten (v)        | 21e       | kwalificatie groep B: 11e met 16,49m                                 |

### Basketbal

#### Mannen
| Olympiër | Discipline | Resultaat | Prestatie |
| --- | ---------- | --------- | --- |
| Ratto Tonico Josuel Caio Caio da Silveira Olívia Ferraciú Pipoka Janjão Oscar Schmidt Rogério Wilson Minucci | mannen     | 6e        | groep B: 4e W van Puerto Rico: 101-98 V van Griekenland: 87-89 V van Australië: 101-109 V van Joegoslavië: 82-101 W van Zuid-Korea: 127-97 kwartfinale: V van Verenigde Staten: 75-98 5-8e plek: W van Kroatië: 78-70 5-6e plek: V van Griekenland: 72-91 |

| Groep B |             |             |             |             |        |        |        |        |
| #       | Land        | Wedstrijden | Wedstrijden | Wedstrijden | Punten | Punten | Punten | Punten |
| #       | Land        | G           | W           | V           | V      | T      | Saldo  | Punten |
| 1       | Joegoslavië | 5           | 5           | 0           | 478    | 364    | +114   | 10     |
| 2       | Australië   | 5           | 4           | 1           | 492    | 438    | +54    | 9      |
| 3       | Griekenland | 5           | 3           | 2           | 402    | 416    | -14    | 8      |
| 4       | Brazilië    | 5           | 2           | 3           | 498    | 494    | +4     | 7      |
| 5       | Puerto Rico | 5           | 1           | 4           | 447    | 465    | -18    | 6      |
| 6       | Zuid-Korea  | 5           | 0           | 5           | 422    | 562    | -140   | 5      |

| Ronde       | Datum   | Plaats           | Land    | Score       | Land |
| ----------- | ------- | ---------------- | ------- | ----------- | ---- |
| Groepsfase  |         |                  |         |             |      |
| 20 juli     | Atlanta | Puerto Rico      | 98-101  | Brazilië    |      |
| 22 juli     | Atlanta | Brazilië         | 87-89   | Griekenland |      |
| 24 juli     | Atlanta | Australië        | 109-101 | Brazilië    |      |
| 26 juli     | Atlanta | Brazilië         | 82-101  | Joegoslavië |      |
| 28 juli     | Atlanta | Brazilië         | 127-97  | Zuid-Korea  |      |
| Kwartfinale |         |                  |         |             |      |
| 30 juli     | Atlanta | Verenigde Staten | 98-75   | Brazilië    |      |
| 5-8e plek   |         |                  |         |             |      |
| 1 augustus  | Atlanta | Brazilië         | 78-70   | Kroatië     |      |
| 5-6e plek   |         |                  |         |             |      |
| 3 augustus  | Atlanta | Brazilië         | 72-91   | Griekenland |      |

#### Vrouwen
| Olympiër | Discipline | Resultaat | Prestatie |
| --- | ---------- | --------- | --- |
| Maria Angelica Janeth Arcain Roseli Gustavo Silvinha Hortência Marcari Oliva Alessandra Oliveira Claudia Maria Pastor Adriana Santos Cintia Santos Maria Paula Silva Leila Sobral Marta de Souza Sobral | vrouwen    | Zilver    | groep B: 1e W van Canada: 69-56 W van Rusland: 82-68 W van Japan: 100-80 W van China: 98-83 W van Italië: 75-73 kwartfinale: W van Cuba: 101-69 halve finale: W van Oekraïne: 81-60 finale: V van Verenigde Staten: 87-111 |

| Groep A |          |             |             |             |        |        |        |        |
| #       | Land     | Wedstrijden | Wedstrijden | Wedstrijden | Punten | Punten | Punten | Punten |
| #       | Land     | G           | W           | V           | V      | T      | Saldo  | Punten |
| 1       | Brazilië | 5           | 5           | 0           | 424    | 360    | +64    | 10     |
| 2       | Rusland  | 5           | 4           | 1           | 378    | 342    | +36    | 9      |
| 3       | Italië   | 5           | 3           | 2           | 330    | 309    | +21    | 8      |
| 4       | Japan    | 5           | 2           | 3           | 365    | 396    | -31    | 7      |
| 5       | China    | 5           | 1           | 4           | 347    | 378    | -31    | 6      |
| 6       | Canada   | 5           | 0           | 5           | 293    | 352    | -59    | 5      |

| Ronde        | Datum   | Plaats   | Land   | Score            | Land |
| ------------ | ------- | -------- | ------ | ---------------- | ---- |
| Groepsfase   |         |          |        |                  |      |
| 21 juli      | Atlanta | Brazilië | 69-56  | Canada           |      |
| 23 juli      | Atlanta | Rusland  | 68-82  | Brazilië         |      |
| 25 juli      | Atlanta | Brazilië | 100-80 | Japan            |      |
| 27 juli      | Atlanta | China    | 83-98  | Brazilië         |      |
| 29 juli      | Atlanta | Italië   | 73-75  | Brazilië         |      |
| Kwartfinale  |         |          |        |                  |      |
| 31 juli      | Atlanta | Brazilië | 101-69 | Cuba             |      |
| Halve finale |         |          |        |                  |      |
| 2 augustus   | Atlanta | Brazilië | 81-60  | Oekraïne         |      |
| Finale       |         |          |        |                  |      |
| 4 augustus   | Atlanta | Brazilië | 87-111 | Verenigde Staten |      |

### Boksen
| Olympiër          | Discipline  | Resultaat | Prestatie |
| ----------------- | ----------- | --------- | --- |
| Rogelio de Brito  | -57kg (m)   | 9e        | 1e ronde: W van INA Bahari: 12-3 2e ronde: V van CUB Aragón: 6-16                                                                   |
| Agnaldo Nunes     | -60kg (m)   | 9e        | 1e ronde: W van PNG Kunsi: 11-11 2e ronde: V van ALG Soltani: 6-16                                                                  |
| Zely Ferreria     | -63,5kg (m) | 17e       | 1e ronde: V van IRL Barrett: 7-32                                                                                                   |
| Jorge Silva       | -71kg (m)   | 17e       | 1e ronde: V van SEY Cadeau: 7-22 |
| Ricardo Rodriguez | -75kg (m)   | 9e        | 1e ronde: W van IRI Mollal: 11-7 2e ronde: V van USA Wells: 2-16                                                                    |
| Daniel Bispo Jr.  | -81kg (m)   | 5e        | 1e ronde: W van SYR Khaddour: 9-4 2e ronde: W van FRA Mandengue: scheidsrechterlijke beslissing kwartfinale: V van GER Ulrich: 7-14 |
| Garth Da Silva    | -91kg (m)   | 9e        | 1e ronde: W van IRL O'Grady: scheidsrechterlijke beslissing 2e ronde: V van BLR Dychkov: 8-12                                       |

### Gewichtheffen
| Olympiër       | Discipline | Resultaat | Prestatie                                                      |
| -------------- | ---------- | --------- | -------------------------------------------------------------- |
| Emilson Dantas | -99kg (m)  | 21e       | trekken: 20e met 152,5kg stoten: 21e met 182,5kg totaal: 335kg |

### Handbal
| Olympiër | Discipline | Resultaat | Prestatie |
| --- | ---------- | --------- | --- |
| Cezar Stelzner de Lima Edison Alves Freire Ivan Raimundo Pinheiro Marcos Antônio Cezar José Ronaldo do Nascimento Fausto Steinwandter Paulo Moratore Milton Fonseca Pelissari Daniel Pinheiro Agberto Correa de Matos Marcelo de Sampaio Winglitton Rocha Barros Ivan Bruno Maziero Rodrigo Hoffelder Osvaldo Inocente Filho Carlos Luciano "Menta" Ertel | mannen     | Brons     | groep B: 6e V van Duitsland: 20-30 V van Egypte: 20-31 V van Frankrijk: 23-37 V van Spanje: 17-27 G tegen Algerije: 20-20 11-12e plek: W van Koeweit: 31-25 |

| Groep B |           |             |             |             |             |            |            |            |        |
| #       | Land      | Wedstrijden | Wedstrijden | Wedstrijden | Wedstrijden | Doelpunten | Doelpunten | Doelpunten | Punten |
| #       | Land      | G           | W           | G           | V           | V          | T          | Saldo      | Punten |
| 1       | Frankrijk | 5           | 4           | 0           | 1           | 145        | 114        | +31        | 8      |
| 2       | Spanje    | 5           | 4           | 0           | 1           | 114        | 97         | +17        | 8      |
| 3       | Egypte    | 5           | 3           | 0           | 2           | 113        | 103        | +10        | 6      |
| 4       | Duitsland | 5           | 3           | 0           | 2           | 121        | 112        | +9         | 6      |
| 3       | Algerije  | 5           | 0           | 1           | 4           | 95         | 117        | -22        | 1      |
| 4       | Brazilië  | 5           | 0           | 1           | 4           | 100        | 145        | -45        | 1      |

| Ronde       | Datum   | Plaats    | Land  | Score    | Land |
| ----------- | ------- | --------- | ----- | -------- | ---- |
| Groepsfase  |         |           |       |          |      |
| 24 juli     | Atlanta | Duitsland | 30-20 | Brazilië |      |
| 25 juli     | Atlanta | Brazilië  | 20-31 | Egypte   |      |
| 27 juli     | Atlanta | Frankrijk | 37-23 | Brazilië |      |
| 29 juli     | Atlanta | Brazilië  | 17-27 | Spanje   |      |
| 31 juli     | Atlanta | Algerije  | 20-20 | Brazilië |      |
| 11-12e plek |         |           |       |          |      |
| 2 augustus  | Atlanta | Koeweit   | 25-31 | Brazilië |      |

### Judo
| Olympiër             | Discipline | Resultaat | Prestatie |
| -------------------- | ---------- | --------- | --- |
| Alexandre Garcia     | -60kg (m)  | 21e       | 1e ronde: V van UZB Mukhtarov |
| Henrique Guimarães   | -65kg (m)  | Brons     | 1e ronde: W van FRA Benboud 2e ronde: W van KOR Sung-Hun kwartfinale: V van HUN Csák herkansingen: W van RSA Mackinnon herkansingen 2: W van BUL Netov bronzen finale: W van BEL Laats |
| Sebastian Pereira    | -71kg (m)  | 5e        | 1e ronde: W van FRA Gagliano 2e ronde: W van TUR Abanoz kwartfinale: W van NZL Corkin halve finale: V van KOR Dae-sung bronzen finale: V van USA Pedro                                 |
| Flávio Canto         | -78kg (m)  | 7e        | 1e ronde: W van KAZ Seilkhanov 2e ronde: W van MON Vatrican kwartfinale: V van JPN Koga herkansingen: W van TPE Lo Wei-Yu herkansingen 2: V van GEO Liparteliani                       |
| Branco Zanol         | -86kg (m)  | 9e        | 1e ronde: W van GEO Tsmindashvili 2e ronde: V van GER Spittka herkansingen: W van KAZ Alimzhanov herkansingen 2: V van CAN Gill                                                        |
| Aurélio Miguel       | -95kg (m)  | Brons     | 1e ronde: W van ARG Bender 2e ronde: W van KAZ Shakimov kwartfinale: W van MRI Felicite halve finale: V van POL Nastula bronzen finale: W van NED Sonnemans                            |
| Frederico Flexa      | +95kg (m)  | 17e       | 1e ronde: W van DOM Geraldino 2e ronde: V van RUS Kosorotov |
|                      |            |           | |
| Andrea Berti         | -48kg (v)  | 19e       | 1e ronde: V van ITA Tortora |
| Danielle Zangrando   | -56kg (v)  | 16e       | 1e ronde: vrij 2e ronde: V van HUN Pekli |
| Cristiane Parmigiano | -61kg (v)  | 20e       | 1e ronde: V van TUR Kobas |
| Rosicleia Campos     | -66kg (v)  | 13e       | 1e ronde: V van KOR Min-Sun herkansingen: V van CHN Xianbo |
| Edinanci da Silva    | +72kg (v)  | 13e       | 1e ronde: W van JPN Anno 2e ronde: V van RUS Gundarenko herkansingen: W van HUN Granicz herkansingen 2: V van GER Hagn                                                                 |

### Kanovaren
| Olympiër           | Discipline    | Resultaat | Prestatie                                                                                                  |
| Slalom             | Slalom        | Slalom    | Slalom |
| ------------------ | ------------- | --------- | --- |
| Leonardo Selbach   | C-1 (m)       | 22e       | 184,54 |
| Gustavo Selbach    | K-1 (m)       | 32e       | 162,48 |
| Vlakwater          |               |           | |
| Sebastián Cuattrin | K-1 500m (m)  | 18e       | serie 2: 5e in 1.44,328 herkansingen: 4e in 1.44,402 halve finale 1: 9e in 1.43,045                        |
| Sebastián Cuattrin | K-1 1000m (m) | 8e        | serie 2: 5e in 3.49,308 herkansingen: 1e in 4.02,627 halve finale 1: 5e in 3.44,443 finale: 8e in 3.34,669 |

### Paardensport
| Olympiër                                                                                | Discipline  | Resultaat | Prestatie |
| Eventing                                                                                | Eventing    | Eventing  | Eventing |
| --------------------------------------------------------------------------------------- | ----------- | --------- | --- |
| Artemus de Almeida                                                                      | individueel | DNF       | dressuur: 15e met 51,6 strafpunten crosscountry: gediskwalificeerd |
| Sidney de Souza Serguei Fofanoff Andre Giovanni Luciano Miranda                         | team        | 15e       | dressuur: 16e met 208,6 strafpunten crosscountry: 15e met 1959,60 strafpunten totaal: 2174,45 punten                                                                            |
| Springconcours                                                                          |             |           | |
| Luiz Felipe de Azevedo                                                                  | individueel | 48e       | kwalificatie: 48e 1e ronde: 75e met 17 strafpunten 2e ronde: 26e met 8 strafpunten 3e ronde: 14e met 4 strafpunten totaal: 29 strafpunten                                       |
| Andre Bier Johannpeter                                                                  | individueel | 18e       | kwalificatie: 34e 1e ronde: 51e met 8,25 strafpunten 2e ronde: 22e met 4,25 strafpunten 3e ronde: 30e met 8 strafpunten totaal: 20,5 strafpunten finale: 18e met 12 strafpunten |
| Álvaro de Miranda Neto                                                                  | individueel | 8e        | kwalificatie: 23e 1e ronde: 41e met 8 strafpunten 2e ronde: 9e met 0,25 strafpunten 3e ronde: 30e met 8 strafpunten totaal: 16,25 strafpunten finale: 8e met 4 strafpunten      |
| Rodrigo de Paula Pessoa                                                                 | individueel | 9e        | kwalificatie: 2e 1e ronde: 11e met 1,25 strafpunten 2e ronde: 1e met 0 strafpunten 3e ronde: 12e met 0,75 strafpunten totaal: 2 strafpunten finale: 9e met 4,25 strafpunten     |
| Luiz Felipe de Azevedo Andre Johannpeter Álvaro de Miranda Neto Rodrigo de Paula Pessoa | team        | Brons     | 1e ronde: 2e met 4,50 strafpunten 2e ronde: 6e met 12,75 strafpunten totaal: 17,25 strafpunten                                                                                  |

### Roeien
| Olympiër                                                                   | Discipline      | Resultaat | Prestatie                                                                                                |
| -------------------------------------------------------------------------- | --------------- | --------- | --- |
| Dirceu Marinho Marcelus Silva                                              | dubbel-twee (m) | 15e       | serie 4: 3e in 6.49,92 herkansingen: 3e in 6.56,93 herkansingen 2: 2e in 6.52,73 finale C: 3e in 6.47,12 |
| André Costa Oswaldo Kuster Neto Alexander Altair Soares Giovanni Valentina | dubbel-vier (m) | 14e       | serie 2: 5e in 6.36,60 herkansingen: 5e in 6.12,86                                                       |

### Schietsport
| Olympiër     | Discipline | Resultaat | Prestatie                                |
| ------------ | ---------- | --------- | ---------------------------------------- |
| Jean Labatut | trap (m)   | 20e       | kwalificatie: 20e met 119 punten (71-48) |

### Tafeltennis
| Olympiër                     | Discipline     | Resultaat | Prestatie |
| ---------------------------- | -------------- | --------- | --- |
| Hugo Hoyama                  | enkelspel (m)  | 9e        | groep K: 1e W van SWE Persson: 2-1 W van PRK Song-Hui: 2-0 W van TRI St. Louis: 2-0 2e ronde: V van CZE Korbel: 2-3 |
| Hugo Hoyama Giuliano Peixoto | dubbelspel (m) | 25e       | groep E: 4e V van GER Fetzner/Roßkopf: 0-2 V van AUT Jindrak/Schlager: 1-2 V van CAN Huang/Ng: 0-2                  |
|                              |                |           | |
| Monica Doti                  | enkelspel (v)  | 49e       | groep O: 4e V van HKG Tan Lui: 0-2 V van USA Hugh-Yip: 0-2 V van HUN Tóth: 0-2                                      |
| Lyanne Kosaka                | enkelspel (v)  | 17e       | groep P: 2e V van SUI Tu: 0-2 W van ROU Ciosu: 2-0 W van NGR Kaffo: 2-0                                             |
| Monica Doti Lyanne Kosaka    | dubbelspel (v) | 25e       | groep H: 4e V van KOR Kyung-Ae/Moo-Kyo: 0-2 V van JPN Kaizu/Sato: 0-2 V van CRO Aganovic/Boroš: 0-2                 |

### Tennis
| Olympiër                        | Discipline     | Resultaat | Prestatie |
| ------------------------------- | -------------- | --------- | --- |
| Fernando Meligeni               | enkelspel (m)  | 4e        | 1e ronde: W van ITA Pescosolido: 6-4, 6-2 2e ronde: W van ESP Costa: 7-6(5), 6-4 3e ronde: W van AUS Philippoussis: 7-6(7), 4-6, 8-6 kwartfinale: W van RUS Olchovski: 6-7(5), 7-5, 6-3 halve finale: V van ESP Bruguera: 6-7(9), 2-6 bronzen finale: V van IND Paes: 6-2, 2-6, 4-6 |
|                                 |                |           | |
| Miriam D'Agostini Vanessa Menga | dubbelspel (m) | 17e       | 1e ronde: V van BLR Barabansjtsjikava/Zverava: 2-6, 3-6 |

### Voetbal

#### Mannen
| Olympiër | Discipline | Resultaat | Prestatie |
| --- | ---------- | --------- | --- |
| Aldair Santos do Nascimento Amaral Bebeto Danrlei André Luiz Flavio Conceição Juninho Paulista Luizão Marcelinho Paulista Narciso Rivaldo Roberto Carlos Ronaldo Guiaro Ronaldo Sávio Bortolini Pimentel Nélson de Jesús Silva Ze Elias José Marcelo Ferreira | mannen     | Brons     | groep D: 1e V van Japan: 0-1 W van Hongarije: 3-1 W van Nigeria: 1-0 kwartfinale: W van Ghana: 4-2 halve finale: V van Nigeria: 3-4 bronzen finale: W van Portugal: 5-0 |

| Groep D |           |             |             |             |             |            |            |            |        |
| #       | Land      | Wedstrijden | Wedstrijden | Wedstrijden | Wedstrijden | Doelpunten | Doelpunten | Doelpunten | Punten |
| #       | Land      | G           | W           | G           | V           | V          | T          | Saldo      | Punten |
| 1       | Brazilië  | 3           | 2           | 0           | 1           | 4          | 2          | +2         | 6      |
| 2       | Nigeria   | 3           | 2           | 0           | 1           | 3          | 1          | +2         | 6      |
| 3       | Japan     | 3           | 2           | 0           | 1           | 4          | 4          | 0          | 6      |
| 4       | Hongarije | 3           | 0           | 0           | 3           | 3          | 7          | -4         | 0      |

| Ronde          | Datum  | Plaats   | Land | Score     | Land |
| -------------- | ------ | -------- | ---- | --------- | ---- |
| Groepsfase     |        |          |      |           |      |
| 21 juli        | Miami  | Japan    | 1-0  | Brazilië  |      |
| 23 juli        | Miami  | Brazilië | 3-1  | Hongarije |      |
| 25 juli        | Miami  | Brazilië | 1-0  | Nigeria   |      |
| Kwartfinale    |        |          |      |           |      |
| 28 juli        | Miami  | Brazilië | 4-2  | Ghana     |      |
| Halve finale   |        |          |      |           |      |
| 31 juli        | Athens | China    | 4-3  | Brazilië  |      |
| Bronzen finale |        |          |      |           |      |
| 2 augustus     | Athens | Portugal | 0-5  | Brazilië  |      |

#### Vrouwen
| Olympiër | Discipline | Resultaat | Prestatie |
| --- | ---------- | --------- | --- |
| Margarete Pioresan Elissandra Regina Cavalcanti Suzy Fanta Marcia Taffarel Elane Rego dos Santos Pretinha Miraildes Maciel Mota Mariléia dos Santos Sissi Roseli de Belo Diedja M. Roque Barreto Marisa Pires Nogueira Tânia Maria Pereira Ribeiro Sônia Maria Roque da Costa Leda Maria Kátia Cilene Teixeira | vrouwen    | 4e        | groep F: 2e G tegen Noorwegen: 2-2 W van Japan: 2-0 G tegen Duitsland: 1-1 halve finale: V van China: 2-3 bronzen finale: W van Noorwegen: 0-2 |

| Groep F |           |             |             |             |             |            |            |            |        |
| #       | Land      | Wedstrijden | Wedstrijden | Wedstrijden | Wedstrijden | Doelpunten | Doelpunten | Doelpunten | Punten |
| #       | Land      | G           | W           | G           | V           | V          | T          | Saldo      | Punten |
| 1       | Noorwegen | 3           | 2           | 1           | 0           | 9          | 4          | +5         | 7      |
| 2       | Brazilië  | 3           | 1           | 2           | 0           | 5          | 3          | +2         | 5      |
| 3       | Duitsland | 3           | 1           | 1           | 1           | 6          | 6          | 0          | 4      |
| 4       | Japan     | 3           | 0           | 0           | 3           | 2          | 9          | -7         | 0      |

| Ronde          | Datum           | Plaats    | Land | Score     | Land |
| -------------- | --------------- | --------- | ---- | --------- | ---- |
| Groepsfase     |                 |           |      |           |      |
| 21 juli        | Washington D.C. | Noorwegen | 2-2  | Brazilië  |      |
| 23 juli        | Birmingham      | Brazilië  | 2-0  | Japan     |      |
| 25 juli        | Birmingham      | Brazilië  | 1-1  | Duitsland |      |
| Halve finale   |                 |           |      |           |      |
| 28 juli        | Athens          | China     | 3-2  | Brazilië  |      |
| Bronzen finale |                 |           |      |           |      |
| 1 augustus     | Athens          | Noorwegen | 2-0  | Brazilië  |      |

### Volleybal

#### Beach
| Olympiër                        | Discipline | Resultaat | Prestatie |
| ------------------------------- | ---------- | --------- | --- |
| Roberto Lopes Franco Neto       | beach (m)  | 9e        | 1e ronde: vrij 2e ronde: W van CZE Palinek/Pakosta: 15-5 3e ronde: V van ESP Jiménez/Bosma: 9-15 herkansing 3e ronde: V van POR Brenha/Maia: 12-15 |
| Zé Marco Emanuel Rego           | beach (m)  | 9e        | 1e ronde: vrij 2e ronde: W van FRA Jodard/Penigaud: 15-1 3e ronde: V van USA Dodd/Whitmarsh: 9-15 herkansing 3e ronde: V van NOR Kvalheim/Maaseide: 10-15 |
|                                 |            |           | |
| Mônica Rodrigues Adriana Samuel | beach (v)  | Zilver    | 1e ronde: vrij 2e ronde: W van ITA Solazzi/Turetta: 17-15 3e ronde: W van USA Hanley/Fontana: 15-10 4e ronde: V van BRA Silva/Pires: 4-15 herkansingen 5e ronde: W van JPN Fujita/Takahashi: 15-6 halve finale: W van AUS Cook/Pottharst: 15-3 finale: V van BRA Silva/Pires: 11-12, 6-12 |
| Jackie Silva Sandra Pires       | beach (v)  | Goud      | 1e ronde: vrij 2e ronde: W van INA Kaize/Rahayu: 15-2 3e ronde: W van AUS Fenwick/Spring: 15-13 4e ronde: W van BRA Rodrigues/Samuel: 15-4 halve finale: W van USA Hanley/Fontana: 15-8 finale: W van BRA Rodrigues/Samuel: 12-11, 12-6                                                   |

#### Indoor

##### Mannen
| Olympiër | Discipline | Resultaat | Prestatie |
| --- | ---------- | --------- | --- |
| Gilson Bernardo Nalbert Bitencourt Giovane Gávio Antonio Carlos Gouveia Mauricio Lima Fabio "Pinha" Marcelino Marcelo Negrão Cassio Leandro Pereira Max Pereira Alexandre Samuel Carlos Schwanke Paulo André Silva | mannen     | 5e        | groep A: 2e V van Argentinië: 1-3 (15-9, 8-15, 14-16, 6-15) V van Bulgarije: 0-3 (11-15, 13-15, 8-15) W van Polen: 3-0 (15-7, 15-11, 15-8) W van Verenigde Staten: 3-0 (15-11, 15-11, 15-7) W van Cuba: 3-0 (15-11, 15-10, 15-11) kwartfinale: V van Joegoslavië: 2-3 (6-15, 5-15, 15-8, 16-14, 10-15) 5-8e plek: W van Argentinië: 3-1 (15-10, 15-3, 13-15, 15-9) 5-6e plek: W van Cuba: 3-0 (15-12, 16-14, 16-14) |

| Groep A |                  |             |             |             |             |             |             |        |        |        |        |
| #       | Land             | Wedstrijden | Wedstrijden | Wedstrijden | Wedstrijden | Wedstrijden | Wedstrijden | Punten | Punten | Punten | Punten |
| #       | Land             | G           | W           | V           | SW          | SV          | SR          | SPW    | SPL    | Saldo  | Punten |
| 1       | Cuba             | 5           | 4           | 1           | 12          | 5           | +7          | 233    | 191    | +42    | 9      |
| 2       | Brazilië         | 5           | 3           | 2           | 10          | 6           | +4          | 210    | 187    | +23    | 8      |
| 3       | Bulgarije        | 5           | 3           | 2           | 10          | 8           | +2          | 225    | 212    | +13    | 8      |
| 4       | Argentinië       | 5           | 3           | 2           | 9           | 9           | 0           | 222    | 225    | -3     | 8      |
| 5       | Verenigde Staten | 5           | 2           | 3           | 10          | 9           | +1          | 241    | 233    | +8     | 7      |
| 6       | Polen            | 5           | 0           | 5           | 1           | 15          | -14         | 151    | 234    | -83    | 5      |

| Ronde       | Datum   | Plaats      | Land | Score            | Land |
| ----------- | ------- | ----------- | ---- | ---------------- | ---- |
| Groepsfase  |         |             |      |                  |      |
| 21 juli     | Atlanta | Argentinië  | 3-1  | Brazilië         |      |
| 23 juli     | Atlanta | Bulgarije   | 3-0  | Brazilië         |      |
| 25 juli     | Atlanta | Brazilië    | 3-0  | Polen            |      |
| 27 juli     | Atlanta | Brazilië    | 3-0  | Verenigde Staten |      |
| 29 juli     | Atlanta | Brazilië    | 3-0  | Cuba             |      |
| Kwartfinale |         |             |      |                  |      |
| 31 juli     | Atlanta | Joegoslavië | 3-2  | Brazilië         |      |
| 5-8e plek   |         |             |      |                  |      |
| 1 augustus  | Atlanta | Brazilië    | 3-1  | Argentinië       |      |
| 5-6e plek   |         |             |      |                  |      |
| 2 augustus  | Atlanta | Cuba        | 0-3  | Brazilië         |      |

##### Vrouwen
| Olympiër | Discipline | Resultaat | Prestatie |
| --- | ---------- | --------- | --- |
| Ana Ida Alvares Leila Barros Ericleia Bodziak Hilma Caldeira Ana Paula Connelly Marcia Fu Cunha Virna Dias Ana Moser Ana Flavia Sanglard Hélia Souza Sandra Suruagy Fernanda Venturini | vrouwen    | Brons     | groep B: 1e W van Peru: 3-0 (15-7, 15-1, 15-5) W van Cuba: 3-0 (15-11, 15-10, 15-4) W van Rusland: 3-0 (15-3, 15-11, 15-13) W van Canada: 3-0 (15-6, 15-6, 15-11) W van Duitsland: 3-1 (15-4, 3-15, 15-6, 15-8) kwartfinale: W van Zuid-Korea: 3-0 (15-4, 15-2, 15-10) halve finale: V van Cuba: 2-3 (15-5, 8-15, 15-10, 13-15, 12-15) bronzen finale: W van Rusland: 3-2 (15-13, 4-15, 16-14, 8-15, 15-13) |

| Groep B |           |             |             |             |             |             |             |        |        |        |        |
| #       | Land      | Wedstrijden | Wedstrijden | Wedstrijden | Wedstrijden | Wedstrijden | Wedstrijden | Punten | Punten | Punten | Punten |
| #       | Land      | G           | W           | V           | SW          | SV          | SR          | SPW    | SPL    | Saldo  | Punten |
| 1       | Brazilië  | 5           | 5           | 0           | 15          | 1           | +14         | 238    | 121    | +117   | 10     |
| 2       | Rusland   | 5           | 4           | 1           | 12          | 4           | +8          | 217    | 140    | +77    | 9      |
| 3       | Cuba      | 5           | 3           | 2           | 10          | 6           | +4          | 196    | 156    | +40    | 8      |
| 4       | Duitsland | 5           | 2           | 3           | 7           | 9           | -2          | 163    | 191    | -28    | 7      |
| 5       | Canada    | 5           | 1           | 4           | 3           | 14          | -11         | 156    | 239    | -83    | 6      |
| 6       | Peru      | 5           | 0           | 5           | 2           | 15          | -13         | 129    | 252    | -123   | 5      |

| Ronde          | Datum   | Plaats   | Land | Score      | Land |
| -------------- | ------- | -------- | ---- | ---------- | ---- |
| Groepsfase     |         |          |      |            |      |
| 20 juli        | Atlanta | Brazilië | 3-0  | Peru       |      |
| 22 juli        | Atlanta | Brazilië | 3-0  | Cuba       |      |
| 24 juli        | Atlanta | Brazilië | 3-0  | Rusland    |      |
| 26 juli        | Atlanta | Brazilië | 3-0  | Canada     |      |
| 28 juli        | Atlanta | Brazilië | 3-1  | Duitsland  |      |
| Kwartfinale    |         |          |      |            |      |
| 30 juli        | Atlanta | Brazilië | 3-0  | Zuid-Korea |      |
| Halve finale   |         |          |      |            |      |
| 1 augustus     | Atlanta | Cuba     | 3-2  | Brazilië   |      |
| Bronzen finale |         |          |      |            |      |
| 3 augustus     | Atlanta | Rusland  | 2-3  | Brazilië   |      |

### Wielersport
| Olympiër         | Discipline       | Resultaat    | Prestatie      |
| Mountainbike     | Mountainbike     | Mountainbike | Mountainbike   |
| ---------------- | ---------------- | ------------ | -------------- |
| Ivanir Lopes     | mountainbike (m) | 35e          | 2:53.29        |
| Marcio Ravelli   | mountainbike (m) | 27e          | 2:45.16        |
| Weg              |                  |              |                |
| Valdir Lermen    | tijdrit (m)      | 36e          | 1:14.48        |
| Hernandes Quadri | tijdrit (m)      | 35e          | 1:14.12        |
| Márcio May       | wegwedstrijd (m) | DNF          | niet gefinisht |
| Hernandes Quadri | wegwedstrijd (m) | DNF          | niet gefinisht |
| Mauro Ribeiro    | wegwedstrijd (m) | 91e          | 4:56.51        |
| Daniel Rogelim   | wegwedstrijd (m) | DNF          | niet gefinisht |
| Jamil Suaiden    | wegwedstrijd (m) | DNF          | niet gefinisht |

### Zeilen
| Olympiër                                     | Discipline  | Resultaat | Prestatie                                       |
| -------------------------------------------- | ----------- | --------- | ----------------------------------------------- |
| Yuri Taguti                                  | mistral (m) | 29e       | 174 punten: (37-24-20-16-32-20-29-37-33)        |
| Christoph Bergmann                           | finn (m)    | 10e       | 79 punten: (19-2-9-1-5-20-8-21-19-16)           |
| Rodrigo Amado Leonardo Santos                | 470 (m)     | 29e       | 200 punten: (26-32-23-24-18-PMS-25-25-12-18-29) |
|                                              |             |           |                                                 |
| Christina Mattoso                            | mistral (v) | 26e       | 173 punten: (19-24-23-23-DNC-DNC-DNC-DNC-DNC)   |
| Marcia Pellicano                             | europe (v)  | 16e       | 107 punten: (19-20-17-16-9-8-7-16-11-13-10)     |
|                                              |             |           |                                                 |
| Robert Scheidt                               | laser       | Goud      | 26 punten: (2-9-3-6-1-3-7-2-1-1-DSQ)            |
| Lars Grael Henrique Pellicano                | tornado     | Brons     | 43 punten: (12-16--1-8-6-8-2-5-3-7-3)           |
| Marcelo Ferreira Lars Grael                  | star        | Goud      | 25 punten: (1-6-2-71-4-9-2-6-3)                 |
| Edson, Jr. Araujo Daniel Glomb Marcelo Reitz | soling      | 21e       | 135 punten: (DSQ17-20-PMS-17-14-19-PMS-19-6)    |

### Zwemmen
| Olympiër                                                         | Discipline            | Resultaat | Prestatie                                                      |
| ---------------------------------------------------------------- | --------------------- | --------- | -------------------------------------------------------------- |
| Gustavo Borges                                                   | 50m vrije slag (m)    | 13e       | serie 9: 5e in 22,86 finale B: 5e in 22,92                     |
| Fernando Scherer                                                 | 50m vrije slag (m)    | Brons     | serie 8: 3e in 22,68 swim-off: 1e in 22,71 finale: 3e in 22,29 |
| Gustavo Borges                                                   | 100m vrije slag (m)   | Brons     | serie 8: 2e in 49,17 finale: 3e in 49,02                       |
| Fernando Scherer                                                 | 100m vrije slag (m)   | 5e        | serie 8: 3e in 49,79 finale: 5e in 49,47                       |
| Gustavo Borges                                                   | 200m vrije slag (m)   | Zilver    | serie 4: 2e in 1.49,00 finale: 2e in 1.48,08                   |
| Luiz Lima                                                        | 400m vrije slag (m)   | 18e       | serie 3: 6e in 3.56,43                                         |
| Luiz Lima                                                        | 1500m vrije slag (m)  | 11e       | serie 4: 3e in 15.24,16                                        |
| Rogério Romero                                                   | 100m rugslag (m)      | 24e       | serie 4: 4e in 56,94                                           |
| Rogério Romero                                                   | 120m rugslag (m)      | 15e       | serie 3: 2e in 2.03,49 finale B: 7e in 2.03,20                 |
| Rogério Romero                                                   | 100m vlinderslag (m)  | 32e       | serie 3: 1e in 55,23                                           |
| Gustavo Borges André Cordeiro Alexandre Massura Fernando Scherer | 4x100m vrije slag (m) | 4e        | serie 2: 2e in 3.20,21 finale: 4e in 3.18,30                   |
| Cassiano Leal Luiz Lima Fernando Saez André Teixeira             | 4x200m vrije slag (m) | 10e       | serie 1: 3e in 7.28,82                                         |
|                                                                  |                       |           |                                                                |
| Gabrielle Rose                                                   | 100m vrije slag (v)   | 23e       | serie 3: 2e in 57,16                                           |
| Gabrielle Rose                                                   | 100m vlinderslag (v)  | 14e       | serie 4: 4e in 1.01,22 finale B: 6e in 1.01,39                 |
| Gabrielle Rose                                                   | 200m wisselslag (v)   | 22e       | serie 4: 6e in 2.18,99                                         |

Afghanistan · Albanië · Algerije · Amerikaanse Maagdeneilanden · Amerikaans-Samoa · Andorra · Angola · Antigua‑Barbuda · Argentinië · Armenië · Aruba · Australië · Azerbeidzjan · Bahama's · Bahrein · Bangladesh · Barbados · België · Belize · Benin · Bermuda · Bhutan · Bolivia · Bosnië en Herzegovina · Botswana · Brazilië · Britse Maagdeneilanden · Brunei · Bulgarije · Burkina Faso · Burundi · Cambodja · Canada · Centraal-Afrikaanse Republiek · Chili · China · Chinees Taipei · Colombia · Comoren · Congo-Brazzaville · Cookeilanden · Costa Rica · Cuba · Cyprus · Denemarken · Djibouti · Dominica · Dominicaanse Republiek · Duitsland · Ecuador · Egypte · El Salvador · Equatoriaal-Guinea · Estland · Ethiopië · Fiji · Filipijnen · Finland · Frankrijk · Gabon · Gambia · Georgië · Ghana · Grenada · Griekenland · Groot-Brittannië · Guam · Guatemala · Guinee · Guinee-Bissau · Guyana · Haïti · Honduras · Hongarije · Hongkong · Ierland · IJsland · India · Indonesië · Irak · Iran · Israël · Italië · Ivoorkust · Jamaica · Japan · Jemen · Joegoslavië · Jordanië · Kaaimaneilanden · Kaapverdië · Kameroen · Kazachstan · Kenia · Kirgizië · Koeweit · Kroatië · Laos · Lesotho · Letland · Libanon · Liberia · Libië · Liechtenstein · Litouwen · Luxemburg ·  Macedonië · Madagaskar · Malawi · Malediven · Maleisië · Mali · Malta · Marokko · Mauritanië · Mauritius · Mexico · Moldavië · Monaco · Mongolië · Mozambique · Myanmar · Namibië · Nauru · Nederland · Nederlandse Antillen · Nepal · Nicaragua · Nieuw-Zeeland · Niger · Nigeria · Noord-Korea · Noorwegen · Oeganda · Oekraïne · Oezbekistan · Oman · Oostenrijk · Pakistan · Palestina · Panama · Papoea-Nieuw-Guinea · Paraguay · Peru · Polen · Portugal · Puerto Rico · Qatar · Roemenië · Rusland · Rwanda · Saint Kitts en Nevis · Saint Lucia · Saint Vincent en Grenadines · Salomonseilanden · Samoa · San Marino · Sao Tomé en Principe · Saoedi-Arabië · Senegal · Seychellen · Sierra Leone · Singapore · Slovenië · Slowakije · Soedan · Somalië · Spanje · Sri Lanka · Suriname · Swaziland · Syrië · Tadzjikistan · Tanzania · Thailand · Togo · Tonga · Trinidad en Tobago · Tsjaad · Tsjechië · Tunesië · Turkije · Turkmenistan · Uruguay · Vanuatu · Venezuela · Verenigde Arabische Emiraten · Verenigde Staten · Vietnam · Wit-Rusland · Zaïre · Zambia · Zimbabwe · Zuid-Afrika · Zuid-Korea · Zweden · Zwitserland